# Fusceulima
Genre
Fusceulima est un genre de mollusques gastéropodes au sein de la famille Eulimidae. Les espèces rangées dans ce genre sont marines et parasitent des échinodermes ; l'espèce type est Fusceulima jacksonensis.

## Distribution
Certaines espèces sont distribuées dans l'océan Pacifique Sud, à proximité de l'État de Nouvelle-Galles du Sud, en Australie.

## Liste d'espèces
Selon World Register of Marine Species (30 août 2017) :
- Fusceulima asser (Bartsch, 1915)
- Fusceulima boscheineni (Engl, 1998)
- Fusceulima castanea (Laseron, 1955)
- Fusceulima fulva (Watson, 1897)
- Fusceulima goodingi Warén, 1981
- Fusceulima ignota (Thiele, 1925)
- Fusceulima ingolfiana Bouchet & Warén, 1986
- Fusceulima innotabilis (Turton, 1932)
- Fusceulima inusta (Hedley, 1906)
- Fusceulima jacksonensis Laseron, 1955
- Fusceulima lineata (Monterosato, 1869)
- Fusceulima lutea (Turton, 1832)
- Fusceulima mangonuica (Powell, 1940)
- Fusceulima minuta (Jeffreys, 1884)
- Fusceulima murdochi (Hedley, 1904)
- Fusceulima projectilabrum Bouchet & Warén, 1986
- Fusceulima saturata de Souza & Pimenta, 2014
- Fusceulima sordida (Watson, 1897)
- Fusceulima thalassae Bouchet & Warén, 1986
- Fusceulima toffee de Souza & Pimenta, 2014